# Frutiger Aero
Artykuł ten został zgłoszony do umieszczenia na stronie głównej w rubryce „Czy wiesz”.
Pomóż nam go sprawdzić: oceń zgłoszoną nominację.

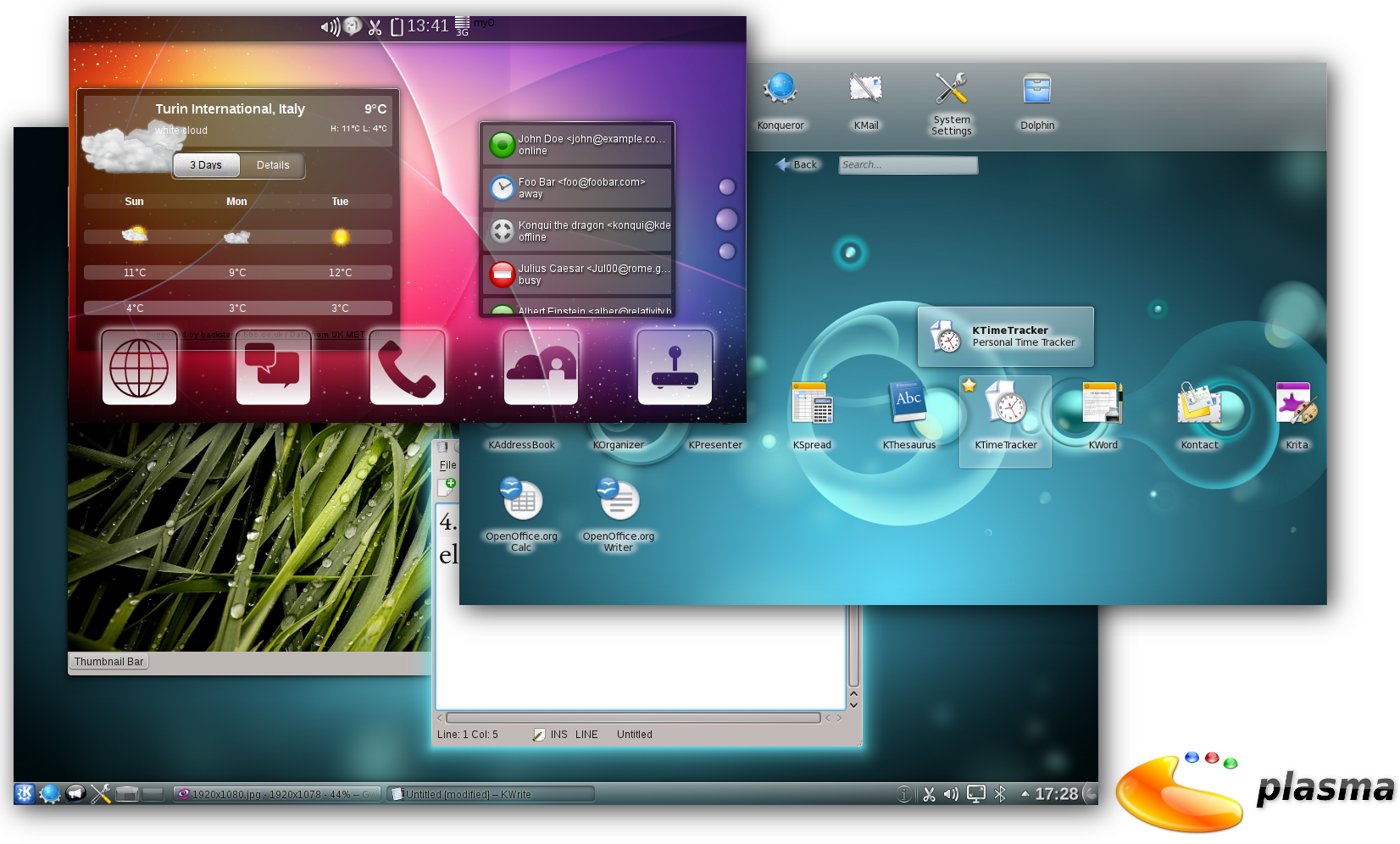
Przykład okien systemu operacyjnego wykorzystującego styl Frutiger Aero.

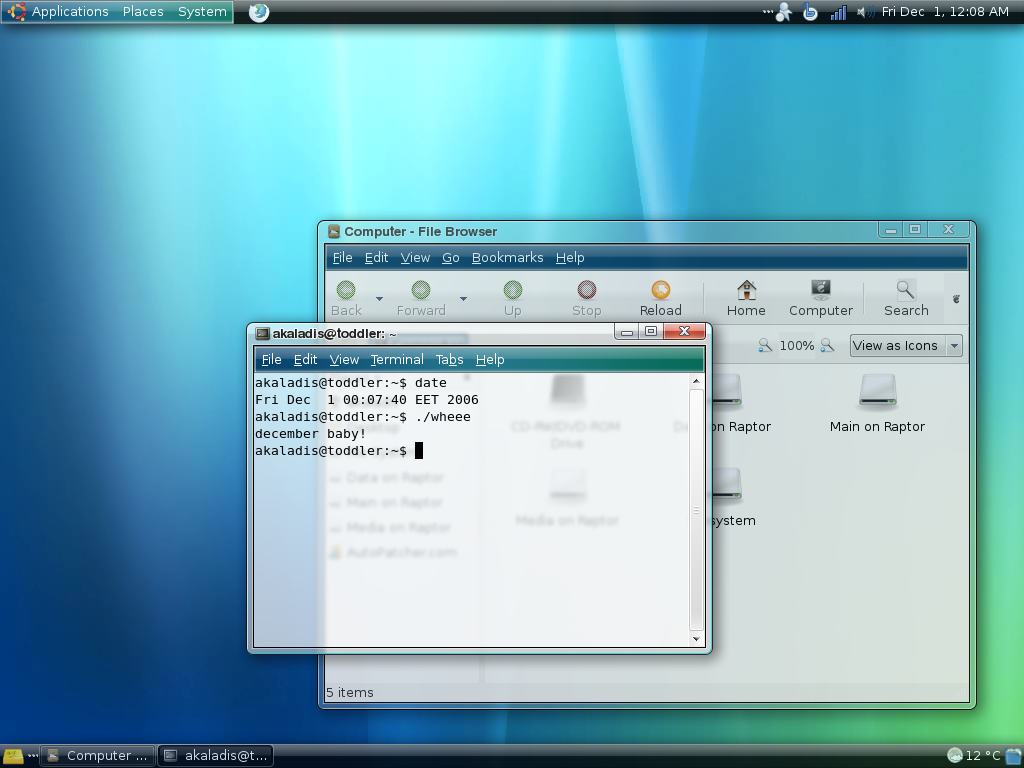
System GNOME, używający interfejsu podobnego do Aero stosowanego w Windows.

Frutiger Aero, również Web 2.0 Gloss – estetyka cyfrowa i styl wizualny rozwinięty na przełomie XX i XXI wieku. Charakteryzuje się połączeniem realistycznych, błyszczących elementów z przezroczystością, miękkimi gradientami, refleksami świetlnymi oraz trójwymiarowymi formami. Wzornictwo czerpie inspiracje z natury i futurystycznych wizji technologii.
Styl Frutiger Aero powstał pod koniec lat 90. XX wieku, w kontekście rozwoju technologii cyfrowych i estetyki Y2K. Wpływ na jego rozwój miały m.in. grafika wektorowa, rosnące możliwości programów graficznych oraz interfejsy Microsoftu. Pierwsze jego cechy pojawiły się w anulowanym systemie Windows Longhorn, a w pełni rozwinięto go w interfejsie Windows Aero. Popularność osiągnął w latach 2004–2012, towarzysząc produktom takim jak Xbox 360, Nintendo Wii, PlayStation 3 czy iOS 6, oraz stając się dominującą estetyką cyfrową połowy lat 2000.
Jego spadek popularności nastąpił po 2012 roku wraz z przejściem projektowania na minimalizm i flat design. Od około 2023 roku styl przeżywa renesans wśród pokolenia Z dzięki mediom społecznościowym, nostalgii za latami 2000. oraz reinterpretacjom w modzie, opakowaniach i interfejsach. Ponownie pojawia się w projektach marek technologicznych i w kulturze internetowej jako symbol wczesnej ery cyfrowej.
Styl w okresie swojej największej popularności nie miał ustalonej konkretnej nazwy. Termin „Frutiger Aero” został wprowadzony w 2018 roku przez Sofi Xian i łączy nazwę kroju pisma Frutiger oraz interfejsu graficznego Windows Aero z systemów Vista i Windows 7. Styl ewoluował z czasem w kierunku prostszych wersji, takich jak Frutiger Metro i Vectorgarden, które łączą elementy skeuomorfizmu i płaskiego designu.

## Styl
Frutiger Aero należy do szerszej grupy estetyk cyfrowych, które dzielą podobne cechy wizualne i formalne. Wspólny rodowód w środowiskach cyfrowych przełomu XX i XXI wieku sprawił, że styl ten wykształcił wyraźne podkategorie i pozostaje w relacji z innymi nurtami wizualnymi. Wynika to z podobnych założeń projektowych oraz równoległych przemian w estetyce oprogramowania i technologii wizualnej.
Kluczową rolę w rozwoju estetyki Frutiger Aero odegrało pojawienie się telewizorów HD pod koniec lat 90. XX wieku. W przeciwieństwie do systemów analogowych, które cierpiały na rozmycie obrazu, zakłócenia i blaknięcie kolorów, telewizory HD wykorzystywały sygnał cyfrowy, oferując znacznie wyraźniejszy obraz oraz szerszą gamę barw.
Postęp technologiczny ekranów oraz strategie marketingowe silnie wspierały obecność motywów przyrodniczych w cyfrowym świecie. Sklepy z elektroniką prezentowały wielobarwne wizualizacje inspirowane naturą jak rafy koralowe, zbliżenia kwiatów czy pejzaże, które ukazywały możliwości nowych technologii obrazu. Podobne metody marketingowe zastosowano również w monitorach komputerowych i ekranach telefonów. Po erze wyświetlaczy monochromatycznych telefony z kolorowymi ekranami wzbudzały duże zainteresowanie konsumentów. W tym okresie popularność zdobyła również tapeta „Bliss” z systemu Windows XP, która stała się inspiracją dla wielu marek.
Frutiger Aero bywa mylony z innymi nurtami wizualnymi, takimi jak retrofuturyzm, estetyka psychodeliczna czy stylistyka lat 80. XX wieku. Cechą wyróżniającą jest silny wpływ skeuomorfizmu, czyli elementów graficznych naśladujących obiekty rzeczywiste, na przykład ikona dyskietki jako symbol zapisu.
Wzorcowym przykładem designu w stylu Frutiger Aero jest postać EVE z filmu „WALL-E” z 2008 roku, której projekt charakteryzują błyszczące powierzchnie, światła LED i minimalistyczne, opływowe linie.

### Cechy charakterystyczne

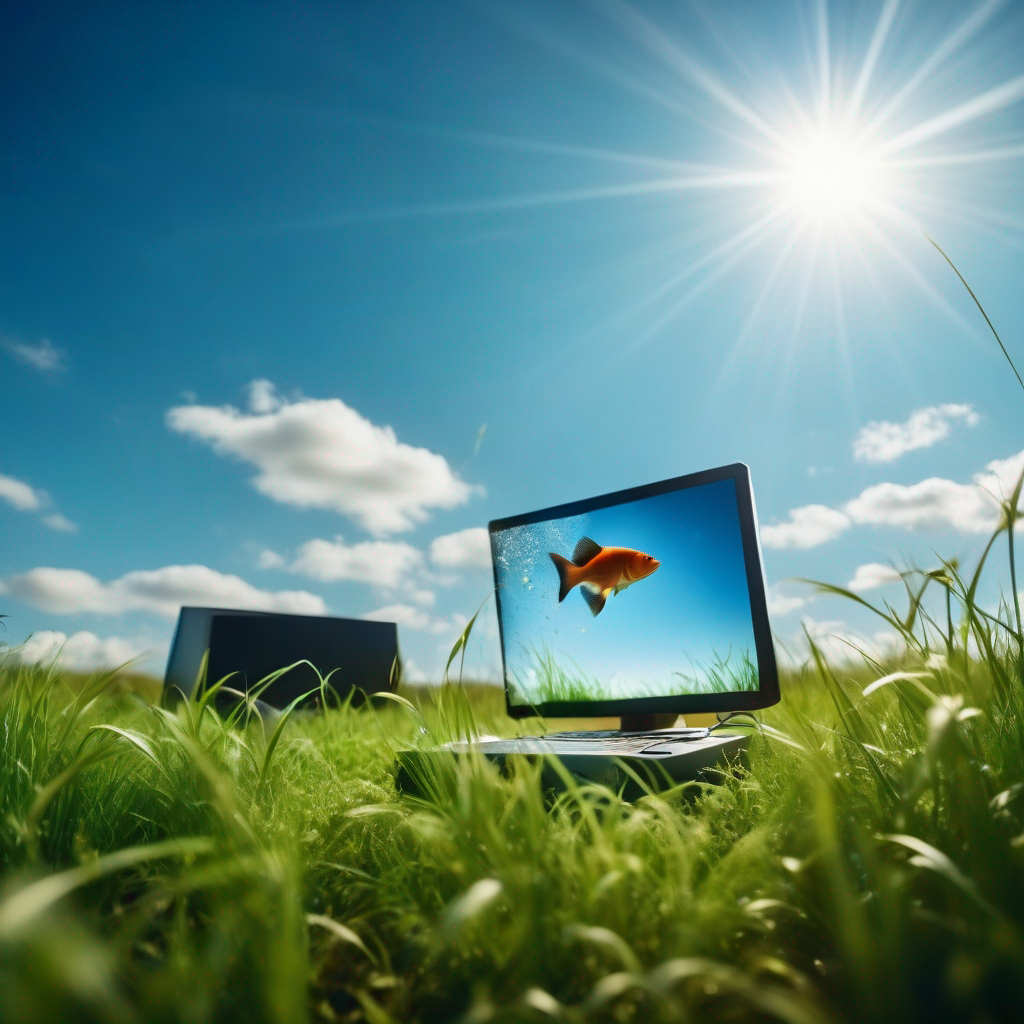
Grafika wykorzystująca typowe motywy oraz kolorystykę dla stylu Frutiger Aero.

Frutiger Aero charakteryzuje się połączeniem realistycznych, często błyszczących elementów graficznych z efektami przezroczystości, gradientów i światła. Estetyka ta nawiązuje do utopijnych wizji nowoczesności, z silnym naciskiem na technologiczną czystość i innowacyjność. Styl ten również łączył cyfrową nowoczesność z organicznymi akcentami:
- Szklane powierzchnie – powszechnie wykorzystywano efekty przezroczystości i połysku przypominające szkło. Elementy te pojawiały się w interfejsach użytkownika, oknach aplikacji i ikonach[5].
- Efekty 3D – charakterystyczne były trójwymiarowe formy o wypukłej, „dotykalnej” strukturze, które dodawały głębi wizualnej[5].
- Blask i refleksy świetlne – dominowały refleksy oraz symulacje światła odbijającego się od powierzchni[5].
- Miękkie gradienty – płynne przejścia kolorystyczne stanowiły podstawę tła oraz elementów graficznych. Gradienty często bazowały na chłodnych, spokojnych tonacjach, takich jak błękity i zielenie[5].

### Motywy
Estetyka Frutiger Aero integrowała elementy inspirowane naturą z wizjami przyszłości. Naturalne motywy obejmowały niebo, chmury, liście i krajobrazy, podczas gdy elementy przedstawiające przyszłość, prezentowały futurystyczne wizje harmonii między technologią a środowiskiem naturalnym.
Szczególnie popularne były motywy wodne jak ryby, bąble, delfiny, rozbryzgi wody oraz obrazy zorzy polarnej i błękitnego nieba, Obecność tych elementów wynikała z kilku czynników: były powiązane z możliwościami ówczesnych telewizorów HD oraz kultową tapetą „Bliss” z motywu „Luna” systemu Windows XP. Spotkać można było również wizualizacje miejskie o charakterze ekopunkowym. Grafiki często odzwierciedlały technologiczne wyobrażenia przyszłości tamtej epoki.

### Kolorystyka
Styl Frutiger Aero charakteryzuje się żywą i intensywną paletą kolorystyczną. Estetyka ta opiera się na jasnych barwach oraz efektach gradientowych. Ze względu na silne inspiracje tematyką oceanu i przyrody, szczególne często wykorzystywane są odcienie niebieskiego i zieleni. Równocześnie wykorzystywano także inne nasycone kolory, takie jak pomarańcz i żółć.

## Historia

### Geneza
Powstanie stylu Frutiger Aero było uwarunkowane rozwojem technologicznym lat 90. XX wieku oraz powstaniem estetyki związanej z Y2K (problem roku 2000). Styl Y2K wywodził się ze zmian społecznych związanych ze zbliżającym się nowym tysiącleciem oraz inspiracji tematyką kosmiczną i technologią interpretowaną w ponury, tajemniczy sposób. Charakteryzował się głównie częstym wykorzystaniem koloru srebrnego kojarzonego z technologiami i kosmosem, co nadawało całej estetyce chłodny i sterylny charakter. Styl dzielił się na dwa główne rodzaje:

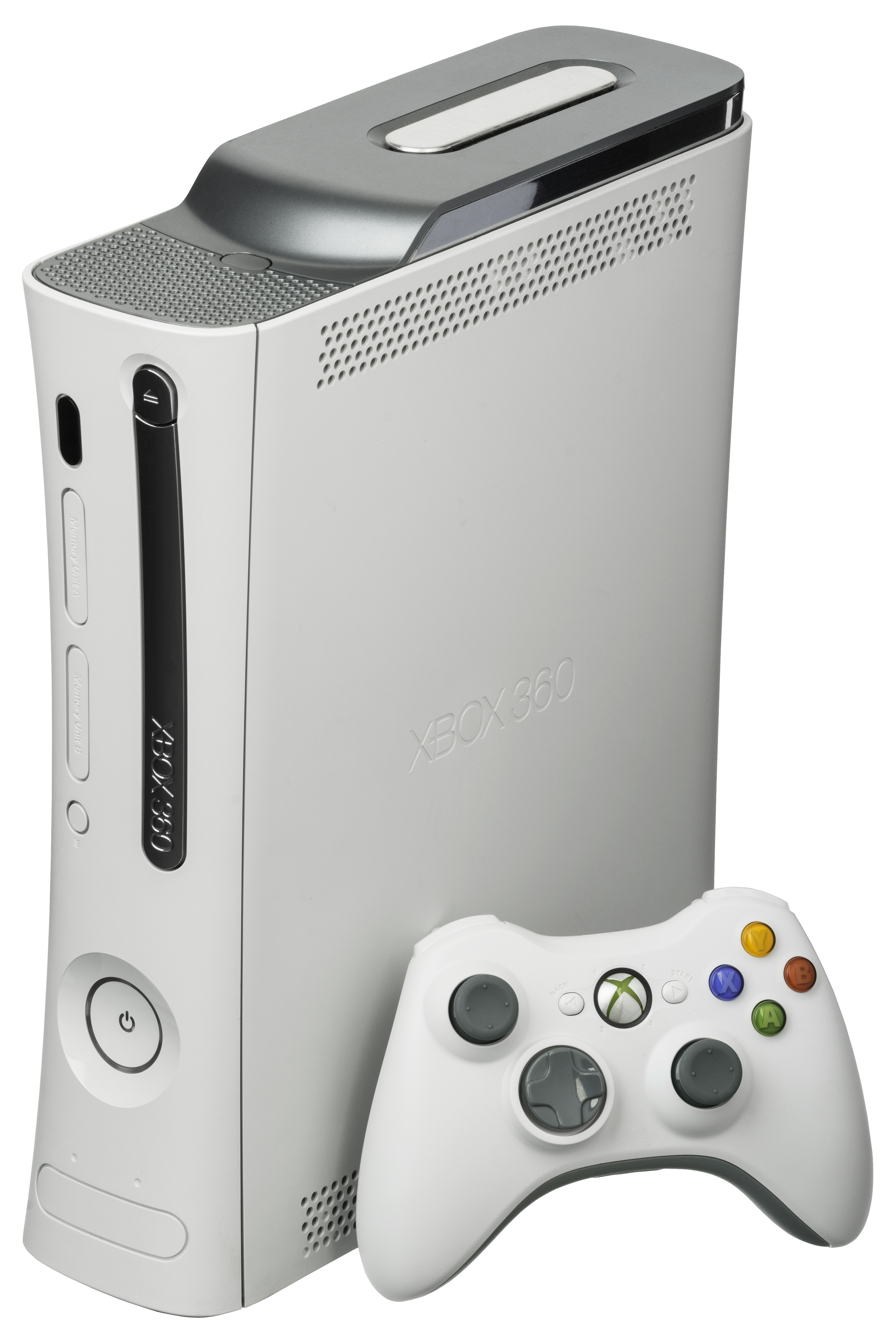
Konsola Xbox 360 nawiązująca wizualnie do założeń stylu Frutiger Aero.

- Pierwszy charakteryzował się bezbarwnymi i chłodnymi tonacjami kolorów tworzącymi tajemniczą atmosferę, ciężkimi teksturami materiałów oraz ostrymi, krawędziami i gładkimi powierzchniami[8].
- Drugi obejmował jasną i wysoce nasyconą kolorystykę, półprzezroczyste tekstury[8] oraz zaawansowane technologie, reprezentując futurystyczny styl technologiczny[9].

Powstanie stylu Frutiger Aero było związane również z rozwojem grafiki komputerowej i programów do jej tworzenia pod koniec XX wieku oraz pojawieniem się nowych technik produkcji i stylów graficznych, które umożliwiały tworzenie projektów o bardziej złożonych kolorach i teksturach. W tym okresie zastępowano grafikę rastrową opartą na pikselach nowszą grafiką wektorową, dzięki czemu tworzone obrazy były ostrzejsze i bardziej czytelne. Zmiany te miały duży wpływ na wygląd interfejsów produktów firmy Microsoft, które były jednym z głównych czynników powstania stylu Frutiger Aero.

### Powstanie
Frutiger Aero zastąpił poprzedni styl Y2K. Pierwsze elementy stylu miały pojawić się już w anulowanym systemie Windows Longhorn. Charakterystyczne elementy interfejsu, takie jak wizualizacje aurora i przezroczyste panele, pojawiły się jednak dopiero w interfejsie Windows Aero.
Koncepcja stylu Frutiger Aero opiera się głównie na łączeniu ze sobą elementów technologicznych z elementami przyrody. Styl ten po zastosowaniu w swoich produktach przez Microsoft został zaadaptowany również przez inne marki technologiczne. Interfejsy powszechnie zaczęły w tym okresie posiadać przezroczyste elementy, ikony w stylu skeuomorficznym oraz motywy nawiązujące do natury.

### Rozwój
Estetyka Frutiger Aero była szczególnie powszechna i charakterystyczna dla połowy lat 2000., a jego elementy jak połączenie technologii z przyrodą dominowały w projektowaniu graficznym, zwłaszcza w oprogramowaniu i produktach technologicznych.

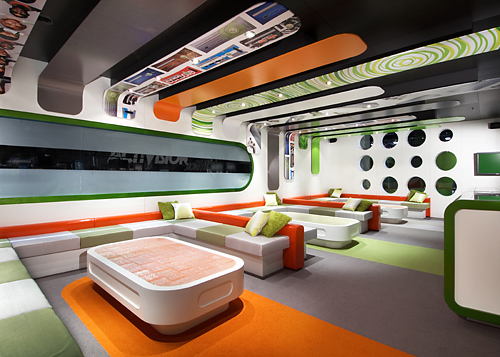
Stanowisko Xbox 360 w stylu Frutiger Aero na Electronic Entertainment Expo w maju 2005 roku.

Z czasem marki te przeniosły wykorzystanie stylu Frutiger Aero poza swoje produkty, do przestrzeni fizycznych. Wpływy tego stylu można było dostrzec w wielu miejscach jak np. sklepy z technologią.
Styl zdobył szersze uznanie w 2004 roku wraz z premierą Windows Media Player 10. Lata 2005 i 2006 przyniosły dalszy rozwój estetyki Frutiger Aero, który towarzyszył premierom takich produktów jak Windows XP Media Center Edition 2005, Longhorn Build 5048 (pierwszy z pełnym interfejsem Aero), Windows Vista Beta 1, a także urządzeń: Xbox 360 (z tzw. Blades Dashboard), Nintendo DS Lite, PlayStation 3 oraz Nintendo Wii.
Interfejs Windows Aero w systemie Windows Vista z 2007 roku jest jednym z pierwszych dojrzałych przykładów stylu Frutiger Aero. Zasady i założenia tego stylu zostały jasno określone podczas tworzenia interfejstów dla systemu Windows Vista przed jego wydaniem. Microsoft po opublikowaniu systemu w 2007 roku, opublikował na swojej stronie internetowej przewodnik Aero Aesthetics, w którym to wspomniane jest, że nazwa Aero wywodzi się z pierwszych liter wyrazów Authentic, Energetic, Reflective i Open (pol. estetyczny, energetyczny, refleksyjny i otwarty).
Przykłady stylu Frutiger Aero można dostrzec również w konsolach do gier siódmej generacji jak PlayStation 3, Xbox 360, Nintendo Wii czy w interfejsie TouchWiz firmy Samsung oraz systemie iOS 6 i kampaniach reklamowych Apple (np. iPod „Silhouette”), a także w trendach projektowych określanych jako Web 2.0.
W latach 2007–2012 Frutiger Aero osiągnął szczyt swojej obecności kulturowej, stając się dominującą estetyką cyfrową tego okresu. W tym czasie zaczął przenikać się z innymi stylami, takimi jak McBling, Surf Crush czy ElectroPop 08, tworząc tzw. Frutiger Umbrella, czyli zestaw pokrewnych podstylów o zbliżonej estetyce.

### Upadek
Początek lat 2010. przyniósł radykalną zmianę w projektowaniu graficznym. W oprogramowaniu realistyczne motywy zaczęły być zastępowane prostszymi formami, oraz zaczęto korzystać z nowego stylu flat design, który zakładał prostotę, brak ozdobników i minimalizm, zaczął wypierać dotychczasowe podejścia. W 2012 roku Microsoft porzucił skeumorfizm, na rzecz minimalistycznych „kafelków”, które znalazły się w systemie w Windows 8. W tym czasie ze stylu zrezygnował też między innymi YouTube, zmieniając swoje logo na minimalistyczne. Apple uczyniło to samo w 2013 roku, wypuszczając iOS 7. Od tego momentu Frutiger Aero zaczął być postrzegany jako przestarzały, zbyt złożony i niefunkcjonalny.
Zmianę tę ugruntował również pojawiający się po 2017 roku styl znany jako Corporate Memphis, promujący uproszczony i schematyczny wygląd.

### Powrót
Od około 2023 roku, styl zaczął być na nowo popularny wśród pokolenia Z, między innymi za sprawą aplikacji TikTok, gdzie osiągnął sporą popularność a hasztag z jego nazwą osiągnął setki milionów wyświetleń. Estetyka stała się również przedmiotem nostalgicznych reinterpretacji. Styl ten ponownie zyskał zainteresowanie, szczególnie wśród przedstawicieli pokolenia Y i Z, którzy dorastali w otoczeniu estetyki lat 2000. Powrót Frutiger Aero rozpoczął się w kulturze internetowej, m.in. w teledyskach i grafikach związanych z muzyką artystów takich jak A.G. Cook.
Estetyka ta jest często przywoływana jako symbol konkretnego okresu w historii rozwoju technologii i internetu. Została ona ponownie wykorzystana m.in. przez nowojorską markę modową Collina Strada, a także w projektach opakowań. Przykładem jest puszka napoju Coca-Cola Y3000, zaprojektowana z udziałem sztucznej inteligencji i charakteryzująca się połyskującą powierzchnią oraz kolorystyką typową dla stylu Frutiger Aero.
Współczesne implementacje, takie jak Liquid Glass w iPhone’ach z materiału przypominającego szkło, zmieniającego barwę w zależności od otoczenia, zawierają odniesienia do Frutiger Aero. Efekty te są widoczne w elementach interfejsów Apple, takich jak przyciski, suwaki, kontrolki multimediów czy paski nawigacyjne.
Na platformach takich jak Tumblr, Instagram czy TikTok pojawiają się liczne prace graficzne, memy i projekty nawiązujące do tej estetyki. Użytkownicy odtwarzają interfejsy przypominające Windows Vista, projektują tapety w stylu lat 2000. lub tworzą stylizowane aplikacje inspirowane tamtym okresem. Zjawisko to wpisuje się w szerszy nurt cyfrowej nostalgii.

## Nazwa

Czcionka Frutiger

Ekran ładowania systemu Microsoft Windows 7.

Styl w okresie swojej największej popularności nie miał ustalonej nazwy. Termin „Frutiger Aero” został stworzony w 2018 roku, przez holenderką artystkę, Sofi Xian z Consumer Aesthetics Research Institute, kilkanaście lat po zaistnieniu tego stylu estetycznego. Określenie jest połączeniem dwóch wyrazów:
- Frutiger – określenie nawiązujące do nowoczesnych krojów pisma z rodziny „frutiger”[4][6][1], zaprojektowanych przez szwajcarskiego projektanta[4] Adriana Frutigera[4][13] w 1970 roku[1]. Krój pisma z tej rodziny był powszechnie używany we wczesnych kolorowych komputerach[4], jednak nie był wykorzystywany w systemach Windows. Występował natomiast w różnych projektach graficznych z tej epoki[1]. Styl nie jest bezpośrednio związany z tym pismem, a wykorzystanie tego określenia w nazwie nawiązuje między innymi do cech nowoczesności i lekkości kojarzonych z tym pismem[13].
- Aero – określenie nawiązujące do stylistyki systemu Windows Aero używanego m.in. w interfejsach systemów Windows Vista[4][6][1], oraz Windows 7[6][1], który wywarł istotny wpływ na kierunki rozwoju projektowania cyfrowego[1].

Równolegle istnieje również alternatywne określenie Web 2.0 Gloss, odnoszące się do połyskliwych i dekoracyjnych cech graficznych stylu. Termin ten podkreśla jego wizualne pokrewieństwo z estetyką wczesnych lat Internetu 2.0.
Choć nazwa Frutiger Aero zyskała popularność, jej adekwatność była przedmiotem dyskusji. Człon „Aero” ma bezpośrednie odniesienie do interfejsu użytkownika Windows Vista i Windows 7, który stanowił główne źródło inspiracji dla całego nurtu. Natomiast odniesienie do kroju pisma Frutiger, mimo jego szerokiego zastosowania i wpływu na estetykę projektowania graficznego w drugiej połowie XX wieku, nie odgrywało kluczowej roli w kształtowaniu tego konkretnego stylu wizualnego. Co więcej, kroje pisma Frutigera nie były stosowane w interfejsach graficznych Windows Aero, TouchWiz ani macOS X, które są najczęściej kojarzone z tą estetyką.
Pomimo tych zastrzeżeń, termin Frutiger Aero został zaakceptowany w przestrzeni publicznej, również przez sam Microsoft. W sierpniu 2023 roku oficjalne konto Windows na platformie TikTok opublikowało materiał odnoszący się bezpośrednio do stylu Frutiger Aero.

## Style pochodne

### Frutiger Metro

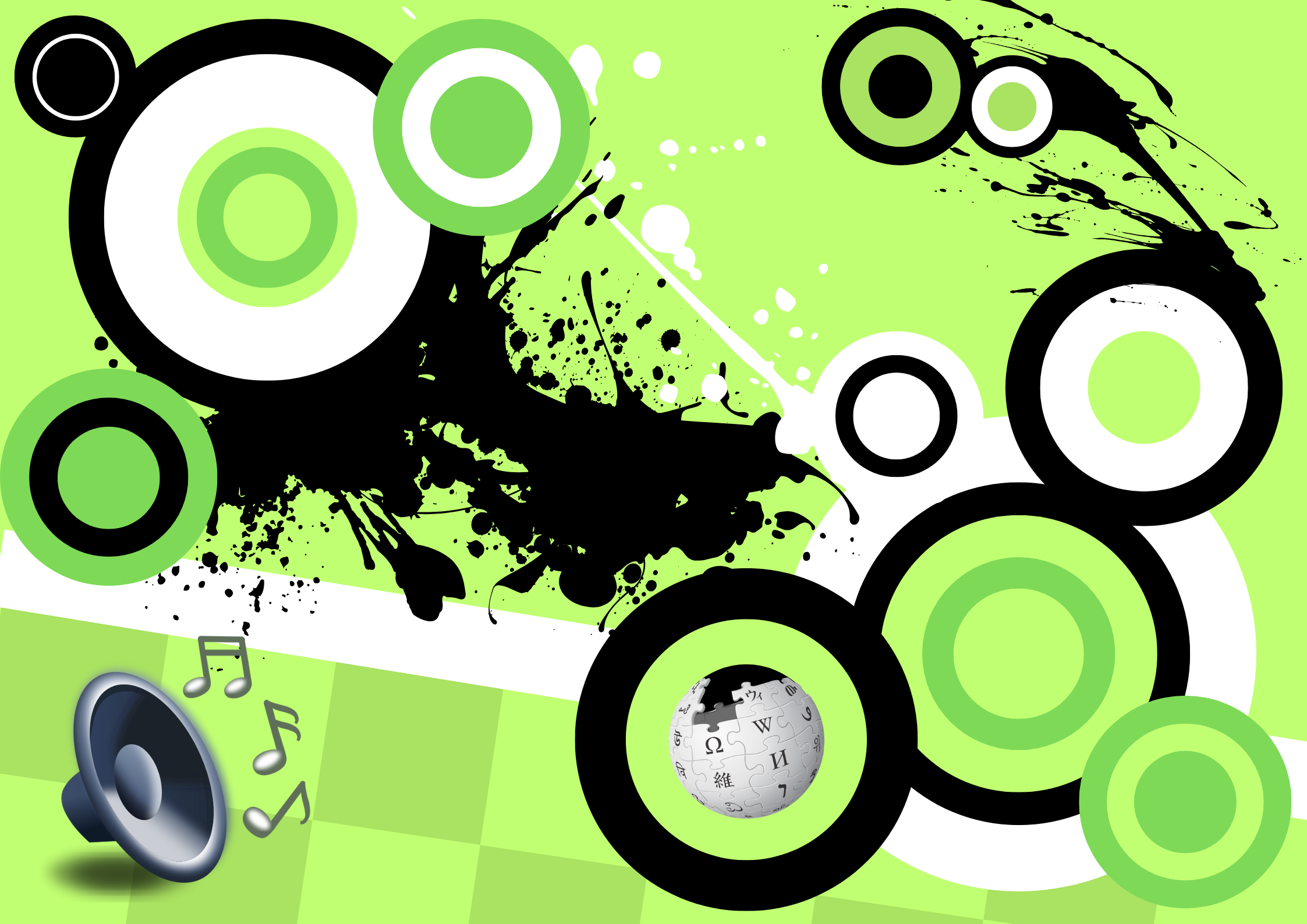
Przykład grafiki w stylu Frutiger Metro.

Z czasem Frutiger Aero ewoluował w kierunku minimalistycznego, wektorowego odgałęzienia znanego jako Frutiger Metro. Nazwa Metro pochodzi od interfejsu „Metro” zastosowanego w systemie Windows 8. Frutiger Metro reprezentuje szeroką estetykę projektową opartą na wektorowej grafice charakterystycznej dla lat 2000. Do elementów tego stylu należą błyszczące tekstury, abstrakcyjne zdobienia, humanizm, motywy naturalne, bloki gradientowe oraz kwiatowe ornamenty.

### Vectorgarden
Vectorgarden stanowi podgatunek stylów Frutiger Aero oraz Frutiger Metro. Charakteryzuje się szerokim zastosowaniem minimalistycznych, abstrakcyjnych, dekoracyjnych wzorów, takich jak kwiaty, zorze polarne, motyle czy bańki, a także gradientów, tekstur przezroczystych i połyskliwych. Paleta barw tego nurtu zwykle składa się z jaskrawych, monochromatycznych lub dwukolorowych schematów, które kontrastują z bielą.
Styl ten oddziaływał na wiele dziedzin związanych ze sztuką, mediami i technologią. Grafiki Vectorgarden były często widoczne w teledyskach muzycznych oraz sekwencjach otwierających i zamykających w anime.
Estetyka ta jest przejściem między skeuomorfizmem a płaskim designem (flat design). Motywy natury oraz abstrakcyjne formy były wizualizowane w sposób minimalistyczny w formie płaskich grafik, łącząc elementy obu nurtów. Popularność stylu wzrosła dzięki zastosowaniu go przez znane marki oraz w mediach cyfrowych. Rozwój platform cyfrowych w tym okresie przyczynił się do szybkiego rozprzestrzeniania się estetyki Vectorgarden.

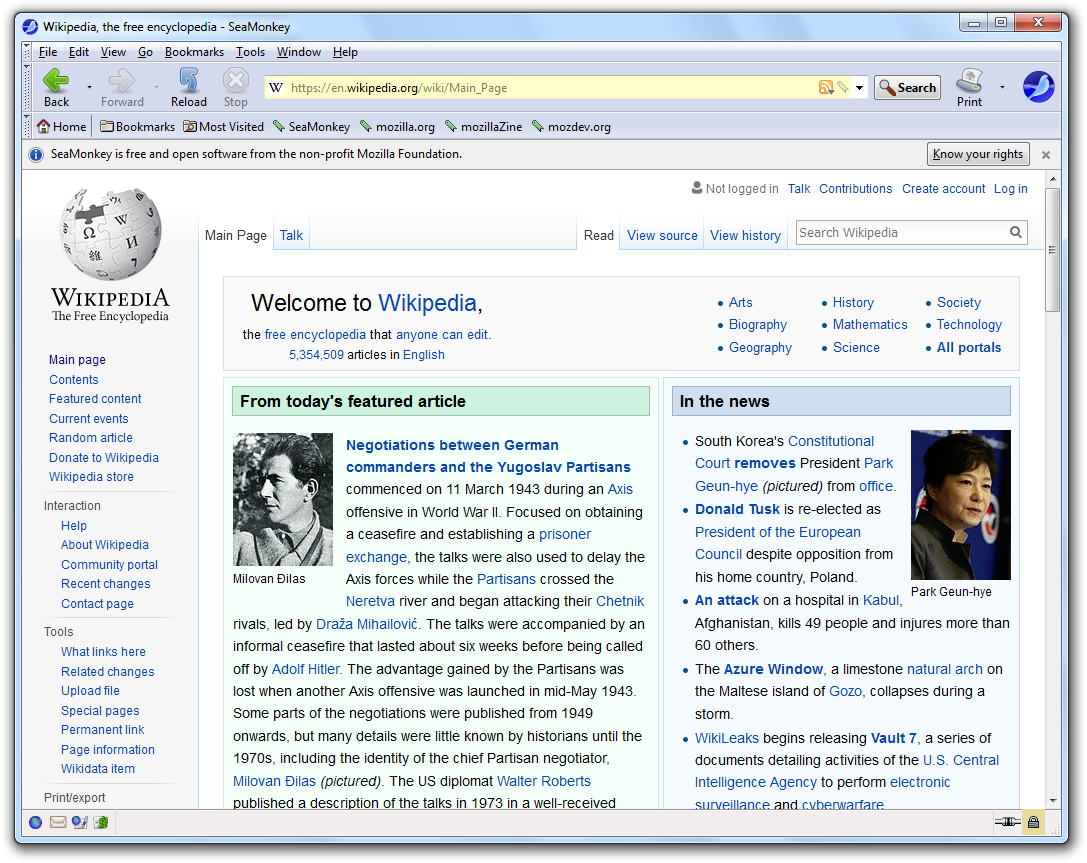
Strona Wikipedii otwarta w oknie przeglądarki w systemie Windows 7.

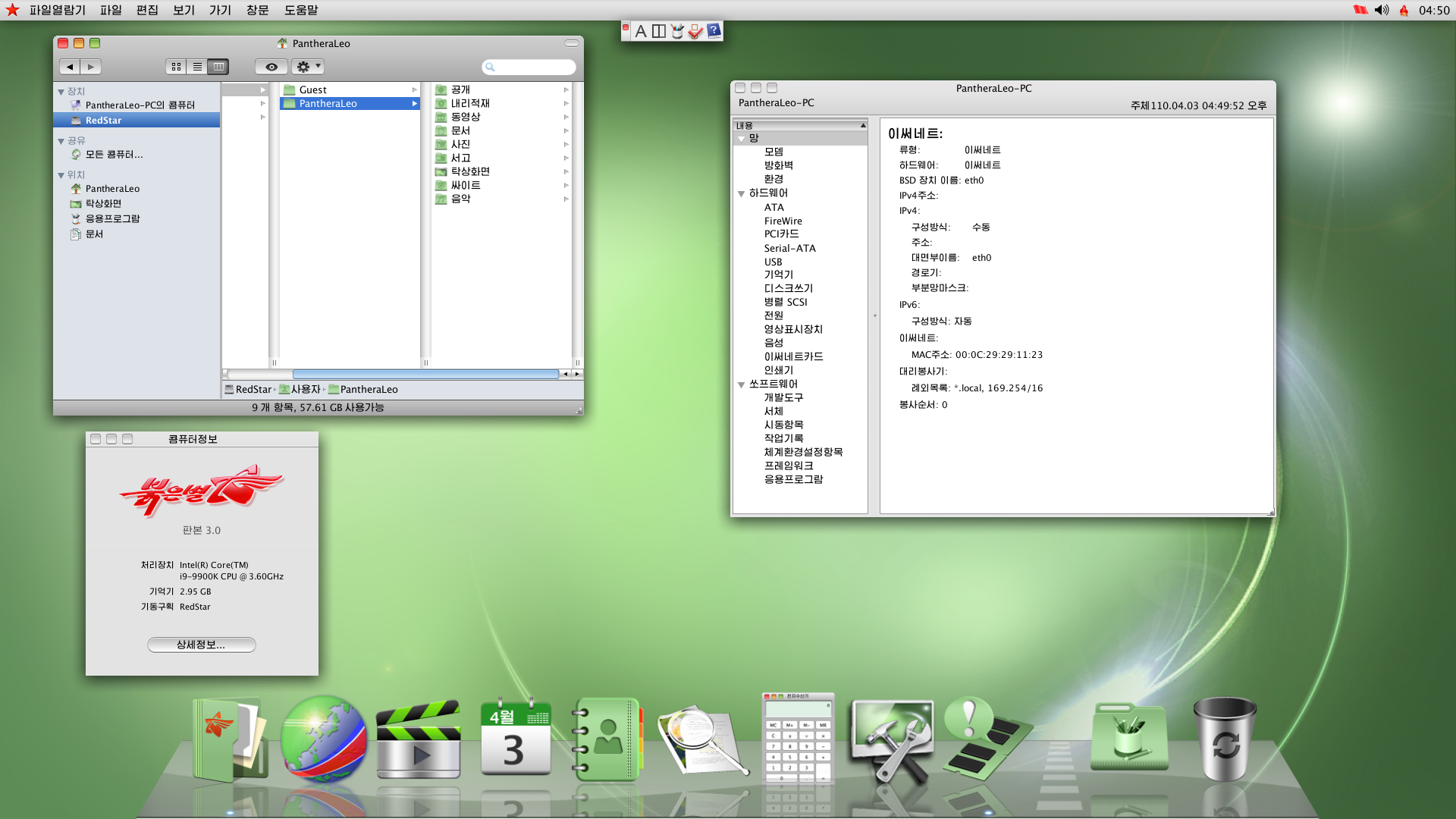
RedStarOS z interfejsem w stylu Frutiger Aero.

## Wykorzystanie i wpływ

### Oprogramowanie
Styl Frutiger Aero był wykorzystywany w projektowaniu graficznych interfejsów użytkownika (GUI) w systemach operacyjnych i oprogramowaniu w latach 2005–2013. W systemie Windows Vista oraz Windows 7 zastosowano interfejs Windows Aero, charakteryzujący się przezroczystymi, błyszczącymi oknami z zaokrąglonymi rogami, intensywną kolorystyką (zwłaszcza odcieni zieleni i błękitu) oraz elementami przypominającymi szkło. Tapety systemowe często zawierały gradienty i motywy zbliżone do zorzy polarnej.
Podobne założenia projektowe występowały także w ikonach systemów Apple z tego okresu. Przykładowo logo Apple wypełnione wodą i złotymi rybkami lub interfejsy urządzeń mobilnych. Ikony aplikacji miały wyraźny efekt trójwymiarowości i połysku, a całość interfejsu operowała na realistycznych teksturach. Przykładem jest również ikona aplikacji YouTube, która w tamtym okresie przedstawiała stylizowany odbiornik telewizyjny, zamiast uproszczonego logotypu.

### Architektura
Styl Frutiger Aero związany z estetyką technologiczną został odzwierciedlony w projektowaniu wnętrz. W okresie największej popularności tego stylu nie funkcjonowała jeszcze jego oficjalna nazwa, jednak charakterystyczne elementy wizualne były szeroko stosowane w środowiskach projektowych i wnętrzarskich.
Charakteryzuje się on obecnością miękkich, zaokrąglonych krawędzi, które wywodzą się z projektów cyfrowych. Tego typu formy znalazły również zastosowanie w projektowaniu wnętrz. Jednak nie wszystkie przestrzenie inspirowane tym stylem opierają się wyłącznie na obłych kształtach. W niektórych realizacjach wnętrzarskich widoczne są także ostre krawędzie. Styl Frutiger Aero jest ponadto postrzegany jako estetyka o charakterze futurystycznym.
Z tego stylu korzystały między innymi marki takie jak McDonald, czy O2, której sklep przy Marienplatz w Monachium w 2005 roku został nagrodzony IF Communication Design Award oraz ANIMAGO Award.
Jednym z najbardziej charakterystycznych elementów stylu Frutiger Aero jest wykorzystanie jasnych, przezroczystych i kolorowych powierzchni. W aranżacji wnętrz taki efekt osiągano poprzez stosowanie materiałów takich jak szkło, akryl, poliwęglan oraz polerowane metale. Dodatkowo, efekt wizualny tych powierzchni można wzmacniać za pomocą ukrytego oświetlenia.

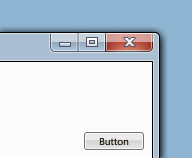
Przyciski z systemu Windows w stylu Frutiger Aero.

### Systemy operacyjne
Poza systemami Windows Vista oraz Windows 7, gdzie zastosowano interfejs Windows Aero, charakteryzujący się przezroczystymi, błyszczącymi oknami z zaokrąglonymi rogami, intensywną kolorystyką (zwłaszcza odcieni zieleni i błękitu) oraz elementami przypominającymi szkło, a ich tapety systemowe często zawierały gradienty i motywy zbliżone do zorzy polarnej. Podobne założenia projektowe występowały w Mac OS X, gdzie ikony miały wyraźny efekt trójwymiarowości i połysku, a interfejs operował na realistycznych teksturach. Styl ten stosowano również w mobilnych systemach operacyjnych, takich jak iOS 6 firmy Apple oraz interfejs TouchWiz firmy Samsung, które również nawiązywały do estetyki Frutiger Aero.

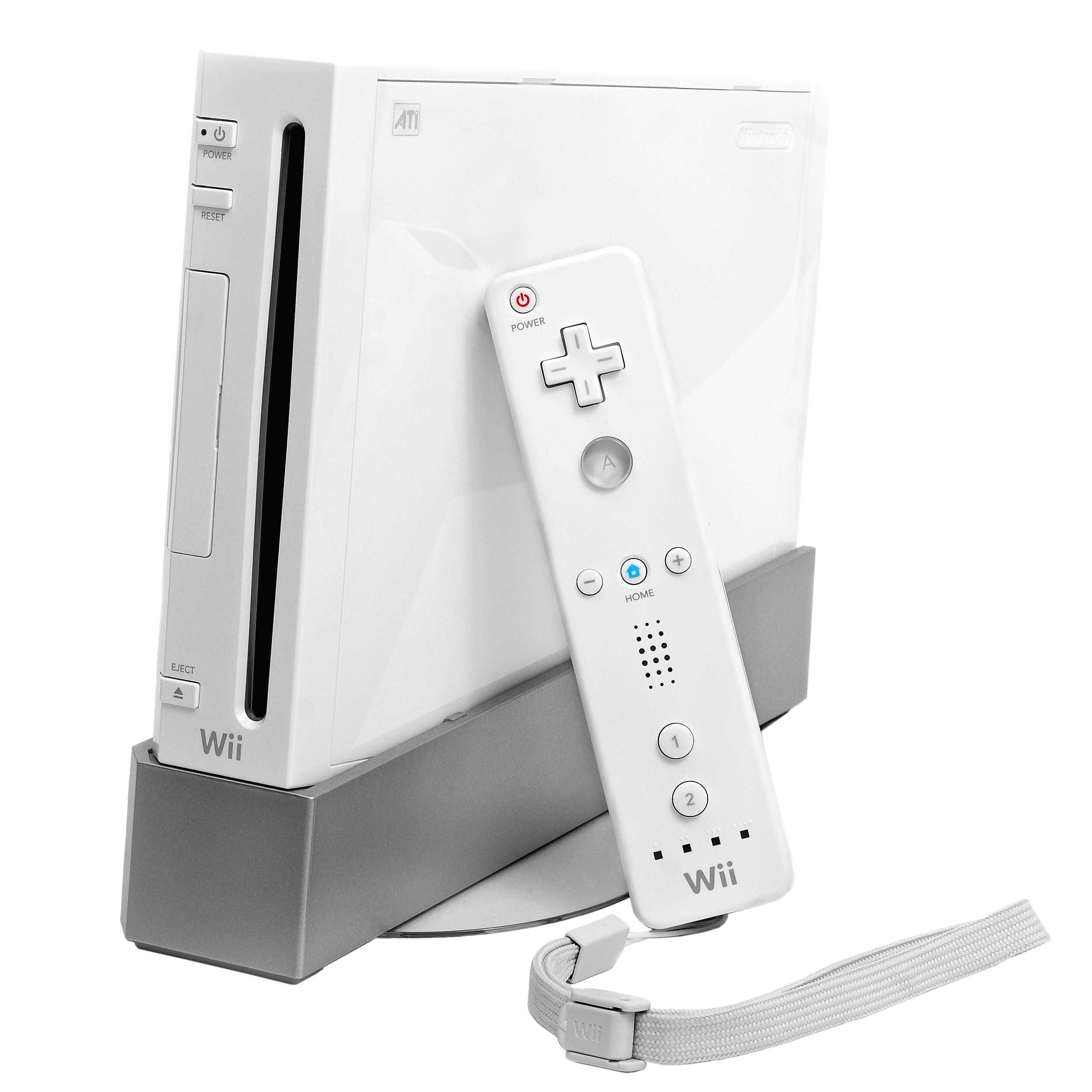
Konsola Wii.

### Urządzenia elektroniczne
Elementy stylu Frutiger Aero były widoczne w różnorodnych urządzeniach elektronicznych tej epoki. Konsole do gier siódmej generacji, takie jak PlayStation 3, Xbox 360 i Nintendo Wii, charakteryzowały się opływowymi kształtami i błyszczącymi powierzchniami. W przypadku urządzeń mobilnych, iPod Touch z 2007 roku wyróżniał się opływowym kształtem i błyszczącą obudową, a jego skeumorficzny interfejs wpisywał się w estetykę Frutiger Aero. Podobnie BlackBerry 8310 z serii Curve posiadał błyszczącą, kolorową obudowę z zaokrąglonymi liniami, podczas gdy Windows I-Mate K-JAM z 2005 roku miał owalny kształt i metaliczne przyciski. Przenośne odtwarzacze muzyki, jak iPod Classic piątej generacji z 2005 roku, zachowały klasyczny wygląd z zaokrąglonymi krawędziami, a urządzenia HP iPAQ PocketPC oraz Sharp Zaurus SL-5000 łączyły kompaktową formę z gładkimi, metalicznymi obudowami. Laptopy Sony VAIO VGN-TX oferowały eleganckie srebrne wykończenie, natomiast akcesoria Apple, takie jak Pro Keyboard, Pro Speakers, Pro Mouse czy Hockey Puck Mouse, wyróżniały się transparentnymi obudowami i błyszczącymi powierzchniami, tworząc spójną linię produktów zgodną z estetyką tego okresu.

## Znaczenie
Styl Frutiger Aero miał za zadanie uczynić technologię bardziej przystępną i zrozumiałą. Dzięki miękkim gradientom, szklanym efektom oraz czytelnym krojom pisma, interfejsy oparte na tej estetyce budziły w użytkowniku poczucie komfortu. Telefony komórkowe takich marek jak Nokia czy Sony Ericsson, a także wczesne smartfony, prezentowały zaokrąglone przyciski, świecące tła i proste, intuicyjne ikony.
Frutiger Aero postrzegany jest dziś nie tylko jako styl wizualny, lecz również jako symbol epoki, w której technologia była świeżym zjawiskiem. Styl ten przywodzi na myśl pierwsze kontakty z komputerami, wczesnymi smartfonami i odtwarzaczami multimedialnymi. Dla wielu osób estetyka Frutiger Aero wiąże się z dzieciństwem lub okresem młodości.
Typowe wspomnienia z tamtych lat to m.in. dźwięk uruchamiania systemu Windows, interfejsy pełne błyszczących ikon, czy przeglądanie internetu na komputerze stacjonarnym z kolorowym tłem przedstawiającym niebo lub krajobraz. Interfejsy w stylu Frutiger Aero nie unikały bogactwa wizualnego przez wykorzystywanie gradientów, refleksów świetlnych, efektów 3D i naturalnych motywów.
Nostalgia za stylem wynika również z kontrastu między estetyką Frutiger Aero a współczesnym, minimalistycznym podejściem do designu. Późniejesze interfejsy często stawiają na funkcjonalność i uproszczenie, rezygnując z efektów graficznych, które nie pełnią praktycznej roli. W przeciwieństwie do tego, Frutiger Aero miał przyciągać wzrok i wzbudzać emocje, nawet kosztem czytelności czy oszczędności zasobów.
We współczesnym świecie, zdominowanym przez zunifikowany minimalizm, Frutiger Aero powraca jako estetyka pełna kolorów. Projektanci i marki coraz chętniej sięgają po jego elementy, by przyciągać uwagę i budować emocjonalne połączenie z odbiorcą.